# Винаходи професора Вагнера
«Винаходи професора Вагнера» — серія науково-фантастичних оповідань російського радянського письменника Олександра Бєляєва. Оповідання про професора Івана Степановича Вагнера з'явилися протягом 1926—1936 років.

## Історія
Вперше ім'я професора Вагнера з'явилося в Бєляєва в оповіданні 1926 року про можливості анабіозу «Ні життя, ні смерть», як вченого, який 
|  | «…винайшов спосіб змінювати склад крові теплокровних тварин, наближаючи їх до крові холоднокровних тварин». Оригінальний текст (рос.) «…изобрёл способ изменять состав крови теплокровных животных, приближая их к крови холоднокровных животных». |

Він став улюбленим героєм Бєляєва, якому письменник довіряв висловлювати в жартівливій формі свої найкрамольніші з наукового погляду думки. Вважають, що Вагнер — це весела маска самого Бєляєва. Всього він написав 8 оповідань, які відрізняються побудовою та формою оповіді.

## Оповідання серії
1. «Людина, яка не спить» (збірка «Голова профессора Доуэля». М., «ЗиФ», 1926)
2. «Гість із книжкової шафи» («Всемирный следопыт» 1926, № 9; збірка «Голова професора Доуеля». М., «ЗиФ», 1926)
3. «Над безоднею» («Вокруг света» (Москва), 1927, № 2-3)
4. «Чортів млин» («Всемирный следопыт», 1929, № 9)
5. «Творимі легенди та апокрифи»: «Випадок із конем», «Про бліх», «Людина-термо» («Всемирный следопыт», 1929, № 4)
6. «Амба» («Всемирный следопыт», 1929, № 10)
7. «Хойті-Тойті» («Всемирный следопыт», 1930, № 1-2)
8. «Килим-літак»[ru] («Знание — Сила», 1936, № 12)